# Rio Glória
O rio Glória é um curso de água do estado de Minas Gerais, Brasil, sub-afluente do rio Paraíba do Sul. Nasce na serra do Brigadeiro, no município de Fervedouro e, após 101 km de percurso, deságua no rio Muriaé no município de Muriaé. O rio drena uma área de aproximadamente 1002 quilômetros quadrados.
O rio Glória possui ainda duas PCH. É o segundo maior alfuente do rio Muriaé. É formado por dois braços: um chamado rio Glória e outro chamado ribeirão São Jorje em Fervedouro, e logo em seguida tem como o afluente um pequeno rio chamado rio Preto que nasce na serra da Grama, hoje conhecida como Parque Estadual Serra do Brigadeiro.

## Aproveitamento hídrico
O rio Glória tem parte do seu potencial hidrelétrico aproveitada em duas usinas hidrelétricas instaladas ao longo do curso de água.
A PCH Glória foi instalada próxima à vila de Itamuri e dos povoados de Capetinga, Patrimônio dos Carneiros e São João do Glória. A usina tem a capacidade instalada outorgada pela ANEEL de 13,8 MW, com dois geradores em conjunto acionados por água em queda líquida de 41,5 metros, acumulada em um reservatório de 244 hectares de lâmina de água no Máximo Maximorum a uma altitude de 324,70 metros em relação ao nível do mar. Foi construída pela Companhia Força e Luz Cataguazes Leopoldina entre 1981 e 1983 e entrou em operação em 1983. A concessão do direito de operação da usina foi transferida à Valesul Alumínio em 1991 e, posteriormente, à Vale S.A. em 2011.
Uma outra usina denominada PCH Ormeo Junqueira Botelho foi construída a aproximadamente seis quilômetros a jusante da PCH Glória. Aquela usina tem uma capacidade de geração de energia elétrica outorgada pela ANEEL de 22,7 MW, porém opera com uma geração média de 12,62 MW. Entrou em operação em 31 de dezembro de 2003.